# Johann von Martitz
Johann Martitz; auch Martiz, Martitius, Marticius; posthum 1695 von Martitz (* 1624 in Joachimsthal; † 1695 in Altenwalde, Kreis Neustettin Januar) war ein kurfürstlich-brandenburgischer Rat und Begründer des Jerusalemstiftes in Berlin.

## Leben

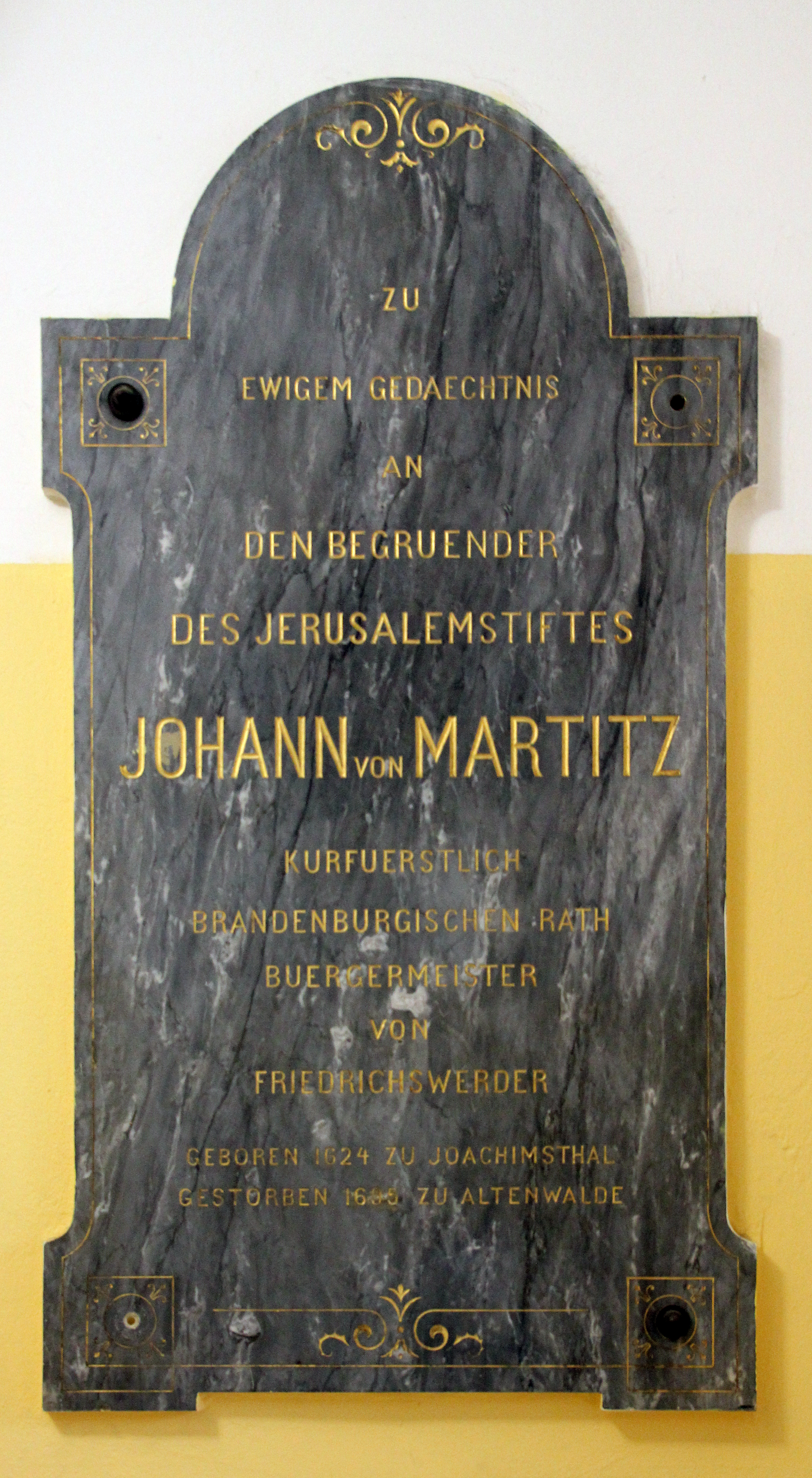
Gedenktafel für Johann von Martitz in Berlin

### Herkunft und Familie
Das Geschlecht Martitz stammt aus Schlesien und beginnt die urkundlich gesicherte Stammreihe mit Johann Sigismund Martitz (* um 1550, † 1602), Kaufmann und Ratsherrn in Militsch.
Johann Martitz war ein Sohn des Matthäus Martiz († 1649) zuletzt Kantor im Berliner Dom, und der Magdalena, geb. Reiß. Seine Schwester Anna, Kammerfrau bei der Kurfürstin Louise Henriette (1627–1667), war seit 1669 mit Georg von Berchem (1639–1701) vermählt. Martitz vermählte sich in erster Ehe 1660 mit Marie van de Water (1620–1673), ebenfalls Kammerfrau der Kurfürstin, aus Büren im Herzogtum Geldern, Tochter des Simon van de Water, Geheimer Kammerdiener, der mit der aus dem Haus Oranien stammenden Kurfürstin an den Berliner Hof gekommen war, und in zweiter Ehe 1676 mit Anna Margaretha Huss († 1714), Tochter des schwedischen Kanzlei- und Konsistorialrats Matthias Wilhelm Huß und Witwe des kurbrandenburgischen Generalauditeurs Eberhard Hoyer (1634–1674). Aus zweiter Ehe sind eine Tochter und zwei Söhne hervorgegangen: Friedrich von Martitz (1678–1732), Regierungsrat in Küstrin, und Johann Immanuel von Martitz (1692–1720), Kriegs- und Domänenrat in Cleve, verheiratet mit Susanna Elisabeth, Schwester des Balthasar Conrad zum Broich, Geheimen Etatsministers und Präsidenten des Kammergerichts.

### Werdegang
Martitz war im August 1648 in Leiden immatrikuliert und studierte ebd. Rechtswissenschaften. Nach 1652 war er kurfürstlich-brandenburgischer Legations- und Kabinettssekretär. Er avancierte 1655 zum Geheimen Kammersekretär in der Geheimen Staatskanzlei und war zugleich Geheimer Kammerdiener. 1656 war er als Begleiter des Kurfürsten Augenzeuge der Schlacht bei Warschau. Im August 1666 wurde er als kurfürstlich-brandenburgischer Rat bestallt. Vom 1. Januar 1668 bis 23. Februar 1685 war er Bürgermeister von Friedrichswerder. 1679 begründete er mit seiner Gattin die Jerusalemstiftung, ein Witwenhospital und ließ die Jerusalemkapelle 1687–1689 durch Giovanni Simonetti (1652–1716) ausbauen. Bereits 1677 wurde er als magdeburgischer Regierungsrat bestallt, trat das Amt jedoch nicht an. 1689 wurde Martitz in seinen Ämtern bestätigt, verbrachte jedoch seinen Lebensabend ab etwa 1692 auf seinen pommerschen Gut Altenwalde.
1695 in Wien, kurz nach seinem Tod, erging eine auf den 24. Februar 1694 rückdatierte Hebung in den Adelstand. Die Brandenburgische Anerkennung erfolgte am 9. September 1698 für seinen Sohn. Das zum Adelsstand verliehene Wappen zeigt im gevierten Schild in den blauen Feldern 1 und 4 je einwärts springend einen naturfarbenen Rehbock mit goldenem Gehörn auf grüner Wiese, Feld 2 von Silber über Rot, Feld 3 von Rot über Silber schräglinks geteilt; auf dem Helm mit rechts rot-silbernen, links blau-silbernen Decken der Rehbock wachsend.
Martitz besaß ein Grundstück auf dem Friedrichswerder, wo er 1663 an der Stelle des späteren Kronprinzenpalais ein repräsentatives Stadthaus errichten ließ und bewohnte. Weiterhin hatte er die Lehnsgüter Rahnwerder im Kreis Arnswalde und Klein Spiegel, das Schlossgut Nörenberg sowie das Dorf Butow, alle im Kreis Saatzig.